# Константа швидкості всмоктування
Константа швидкості всмоктування (константа абсорбції (Каб), Ka) — це значення, яке використовується у фармакокінетиці для опису швидкості, з якою лікарський засіб надходить у систему. Виражається в одиницях часу−1. Ka пов'язаний з періодом напівпоглинання (t1/2a) за таким рівнянням:
Ka = ln(2) / t1/2a.
Значення Ka зазвичай можна знайти лише в наукових статтях. Це відрізняється від таких параметрів, як біодоступність і період напіввиведення, які часто можна знайти в довідниках з ліків і фармакології.